# Nikolaj Kondraťjev
Nikolaj Dmitrijevič Kondraťjev (rusky Николай Дмитриевич Кондратьев; 4. březnajul./ 16. března 1892greg. — 17. září 1938) byl sovětský ekonom, který navrhl model cyklů kapitalistické ekonomiky, tzv. Kondratěvovy vlny. Je zakladatel Nové ekonomické politiky. Roku 1938 byl popraven v rámci stalinských čistek.

## Hospodářské vlny
Kondraťjev soudil, že kapitalistické hospodářství prochází cykly, které trvají 50–60 let. Kondraťjev rozeznával tři části cyklu (dnes se obvykle rozlišují čtyři): růst, stagnace, recese (dnes se přidává ještě deprese). Nové přelomové objevy či vynálezy způsobí růst, potom ale ekonomika stagnuje kvůli nadvýrobě a dostává se do krize. Kondraťjev přesto obhajoval ekonomiku malých, tržně řízených podniků. Za to upadl v nemilost sovětského vedení a byl roku 1938 popraven. Politolog Joseph Schumpeter navrhl na jeho počest pojmenovat teorii ekonomických vln (které se vyskytují u více autorů) po Kondraťjevovi. Teorie byla oblíbená jako vysvětlení krizí včetně Velké hospodářská krize (soupeřila s keynesiánstvím). V roce 1987 byl sovětským vedením rehabilitován a jeho modelu malých podniků se užívalo během perestrojky.

## Externí odkazy

Model Kondratěvových vln; převratné vynálezy či objevy (zleva): parní stroj a bavlna; železnice a ocel; elektrický proud a chemický průmysl; petrochemie a automobily; informační technologie